# Crime City (jeu vidéo)
Crime City est un jeu vidéo d’aventure conçu par Andrew Prime et Steve Redpath et publié par Impressions Games en 1992 sur Amiga. Le joueur y incarne Steve White et mène une enquête afin d’innocenter son père, accusé d’un meurtre qu’il n’a pas commis. Pour cela, il explore une ville à la recherche du véritable meurtrier et tente de découvrir le mobile et l’arme du crime. Une carte de la ville permet au joueur de spécifier les lieux dans lesquels il souhaite se rendre. Une fois sur place, une illustration de ce lieu s’affiche à l’écran et le joueur peut y rechercher des indices ou réaliser différentes actions. 

## Accueil
| Crime City      |      |       |
| Média           | Pays | Notes |
| Amiga Action    | GB   | 61 %  |
| Amiga Computing | GB   | 50 %  |
| Amiga Format    | GB   | 70 %  |
| Amiga Mania     | GB   | 50 %  |
| Amiga Power     | GB   | 30 %  |